# Нова Весь (Стрижівський повіт)
Нова Весь (пол. Nowa Wieś) — село в Польщі, у гміні Чудець Стрижівського повіту Підкарпатського воєводства.
Населення — 851 особа (2011).
У 1975-1998 роках село належало до Ряшівського воєводства.

## Демографія
Демографічна структура станом на 31 березня 2011 року:
|          | Загалом | Допрацездатний вік | Працездатний вік | Постпрацездатний вік |
| -------- | ------- | ------------------ | ---------------- | -------------------- |
| Чоловіки | 418     | 104                | 268              | 46                   |
| Жінки    | 433     | 91                 | 249              | 93                   |
| Разом    | 851     | 195                | 517              | 139                  |